# Stadtphysikus
Le Médecin de la ville, Stadtphysikus en allemand (du latin physicus, savant du « corps », par opposition au chirurgicus orienté vers la pratique), est une fonction ayant existé de la fin du Moyen Âge au début du XXe siècle dans les pays historiquement de culture germanophone : en Scandinavie, dans les pays baltes, en Allemagne ou encore en Suisse. Il s'agit d'un médecin nommé par le conseil municipal d'une ville qui accomplit, en plus de sa pratique privée, à peu près les tâches des services de santé actuels. 
Il était responsable des mesures souveraines concernant les soins de santé de la population et des conditions d'hygiène dans la ville. Ses fonctions comprenaient également la supervision des pharmacies et le suivi des personnes impliquées dans des tâches médicales, telles que les sages-femmes et les chirurgiens barbiers. En outre, il avait des tâches médico-légales comme l'évaluation de blessures, la réalisation d'examens ainsi que d'autopsies lors de décès non naturels et inexpliqués. En période d'épidémie, de nombreux Stadtphysici publiaient de petits guides imprimés.
À la fin du XVIe et au début du XVIIe siècle, la création de calendriers avec des prévisions météorologiques et astrologiques étaient souvent réalisés par les « médecins de la ville ». Un bon nombre de ces médecins étaient également médecins personnels de dignitaires nobles ou religieux.
Dans les régions moins densément peuplées, on attribuait l'office de « médecin de la ville et du district » (Stadt- und Kreisphysicus) qui, en plus de la ville et de ses environs, devait approvisionner ou superviser un certain district médical. Le cas échéant, l'adjoint du médecin de la ville s'appelait le Subphysicus.

## Sources
- Manfred Stürzbecher: The physici in German-speaking countries from the Middle-Ages to the Enlightenment. In: A. Russell (Hrsg.): The Town and the State Physician in Europe from the Middle Ages to the Enlightenment. Wolfenbüttel (1981), S. 123–129.
- Hans-Peter Hils: Cuonrat Muentzmeister, arzat. Zum Leben eines mittelalterlichen Stadtarztes. In: Medizinhistorisches Journal. 20 (1986), S. 92–103.
- Manfred Straube: „Von der artzenten stat“ In: Sciences naturelles, technologie et médecine ("NTM Schriftenreihe für Geschichte der Naturwissenschaften, Technik und Medizin"), 2 (1965), S. 87–103.